# Ainudrilus angustivasa
Ainudrilus angustivasa is een ringworm uit de familie van de Naididae. De wetenschappelijke naam van de soort is voor het eerst geldig gepubliceerd in 2002 door Pinder & Halse.